# Austrochaperina aquilonia
Espèce
Statut de conservation UICN

 DD  : Données insuffisantes
Austrochaperina aquilonia est une espèce d'amphibiens de la famille des Microhylidae. 

## Répartition
Cette espèce est endémique de la division administrative de Sandaun en Papouasie-Nouvelle-Guinée. Elle se rencontre dans les monts Torricelli et dans les monts Bewani.

## Étymologie
Son nom d'espèce, du latin aquilonia, « du nord », lui a été donné en référence à son aire de répartition située dans le Nord du pays.

## Publication originale
- Zweifel, 2000 : Partition of the Australopapuan microhylid frog genus Sphenophryne with descriptions of new species. Bulletin of the American Museum of Natural History, vol. 253, p. 1-130 (texte intégral).